# Bockön (Luleå)
Bockön is een Zweeds eiland behorend tot de Lule-archipel. Het eiland is een van de meest noordelijk gelegen eilanden van de archipel en ter plaatse een van de grootste. Het heeft geen vaste oeververbinding. Er is nauwelijks bebouwing aanwezig, waarschijnlijk een schuilcabine of zomerwoning. Het eiland steekt ook amper boven zee uit. In de loop der eeuwen zijn andere eilandjes aan het eiland vastgegroeid; zij zijn nog herkenbaar in het landschap en door hun naam: Sikören (zuidoost), Dalören (noordoost), Bocköreven (zuid) en Lill-Bockön (zuidwest).